# شوشانا بيرزيتس
شوشانا بيرزيتس (بالعبرية: שושנה פרסיץ‏) (16 نوفمبر 1892 – 22 مارس 1969)) ناشطة صهيونية ومعلمة وسياسية إسرائيلية. حصلت بيرزيتس على جائزة إسرائيل في مجال التربية في عام 1968. 

## حياتها
اسمها الأصلي روزاليا جيلوفنا زلاتوبولسكي  وولدت في عام 1892 في كييف في الإمبراطورية الروسية (وهي عاصمة أوكرانيا حاليًا)، وهي ابنة هيليل زلاتوبولسكي (1868-1932)، وهو زعيم صهيوني وشارك في تأسيس منظمة «كيرين هايسود» لدعم النشاطات الصهيونية حول العالم ماليا. وكانت أمها فانيا ربة منزل. حصل هيليل زلاتوبولسكي على وسام جوقة الشرف من فرنسا لمساهماته الاقتصادية. وتوفي شقيقها موشيه في إسرائيل عام 1956.
وفي عام 1909 انضمت إلى منظمة «تاربوت» Tarbut (ومعناها: الثقافة) وهي منظمة لنشر الثقافة العبرية في جميع أنحاء الشتات اليهودي. وفي عام 1917 أصدرت مطبوعة «عمانوت» (ومعناها: الفن) في مدينة باد هومبورغ فور دير هوهي، مع زوجها إسحاق يوسف زيليكوفيتش بيرسيتز. وفي عام 1920 عملت بيرزيتس مندوبة إلى المؤتمر الصهيوني العالمي في لندن. ودرست في جامعات موسكو وباريس وحصلت على شهادتها في الأدب من جامعة السوربون. وفي عام 1925، هاجرت إلى فلسطين تحت الانتداب البريطاني، واتخذت اسمها الأول «شوشانا». من عام 1926 إلى عام 1935 عملت عضوًا في مجلس مدينة تل أبيب ورئيسة قسم التربية في البلدية وعضوًا في لجنة التربية في الاتحاد الصهيوني وعضوًا في دائرة التربية في مؤسسة «فاد لئومي» (المجلس الوطني اليهودي). 
في عام 1932، قُتل والدها في باريس على يد ليون لافال وهو أحد موظفيه والذي الذي انتحر لاحقًا.
تولت أيضا العديد من المناصب التعليمية فكانت رئيسة لجنة الإشراف على نظام المدارس العامة والمنظمة النسائية الصهيونية العامة من 1948 إلى 1954. وانتخبت عضوة في البرلمان الإسرائيلي (الكنيست) في دوراته الأولى والثانية والثالثة ممثلة عن حركة «الصهاينة العامين» وكانت رئيسة لجنة التربية والثقافة بالبرلمان. 

## وفاتها
توفيت شوشانا بيرزيتس في عام 1969. من أبنائها: ابنتها يميما ميلو التي عملت ممثلة مسرحية ومخرجة ومعلمة لفن التمثيل وشاركت في تأسيس مسرح كاميري. ولها ابنة أخرى هي شولاميت التي تزوجت تزوجت غيرشوم شوكن وهو سياسي وصحفي في صحيفة هاآرتس. 

## الجوائز
في عام 1968، حصلت بيرزيتس على جائزة إسرائيل في مجال التربية.

## روابط خارجية
- شوشانا بيرزيتس على الموقع الإلكتروني للكنيست